# Boabdil
Abû `Abd Allâh Mohammed ben Abî al-Hasan `Alî ou Abū ‘Abd Allāh Muḥammad al-thānī ‘ashar (em árabe: أبو عبد الله محمد الثاني عشر; Granada, c. 1460 — Fez, ca. 1533) foi o 22º e último rei nacérida de Granada. Sucedeu ao seu pai Alboácem Ali (Mulhacén), cognominado "o Velho", o qual depôs, e reinou como Maomé XII de Granada em dois períodos, o primeiro entre 1482 e 1483 (entre 1485 e 1487 o trono nacérida foi ocupado por Maomé XIII) e o segundo entre 1487 e 2 de janeiro de 1492, data em que entrega o seu reino aos Reis Católicos Fernando II de Aragão e Isabel I de Castela.
Também é conhecido como al-Zugabi ou az-Zughbi  ("o desafortunado"), el Chico ("o Jovem"),[a] el Moro ("o Mouro") e principalmente como Boabdil (uma corruptela castelhana de Abu Abdilá) ou Boabdil, el Chico.
Nascido em Granada em 1460 ou 1459, morreu no exílio em Marrocos, provavelmente em Fez, onde teria sido sepultado, em 1532 ou 1533.

## Biografia

### Contexto e ascensão ao trono
No século XV a extensão dos territórios sob domínio muçulmano no que é atualmente Espanha foi-se reduzindo cada vez mais, restando Granada como o último bastião que os Reis Católicos desejavam conquistar.Uma intriga amorosa no serralho do rei de Granada facilitou-lhes a tarefa. O emir Alboácem Ali (r. 1464–1482) apaixonou-se por uma bela cristã, Isabelle de Solis, feita prisioneira durante uma incursão nacérida em terras cristãs. Após Isabelle se ter convertido ao islão, toma o nome de Zoraia (ou Soraia ou Turaia), Alboácem Ali casa-se com ela e pondera repudiar a rainha Aixa Fátima, de quem tem um filho, Abu Abedalá Maomé Azuguebi.
Em julho de 1482, os Abencerragens, o poderoso clã árabe que tinha sido dizimado por Alboácem Ali, tinham organizado uma conspiração cujo principal instigador era Iúçufe ibne Cumasa (Abencomixa), um membro da família nacérida. Este odiava o vizir Abu Alcacim Bannigas, de reputação sinistra e membro doutra família poderosa, rival dos Abencerragens, os Bannigas. Abu Alcacim era acusado de fazer o jogo dos Castelhanos. Os descontentes, recrutados tanto entre a nobreza granadina como nas classes mais humildes do bairro do Albaicín, agrupam-se em volta de Maomé, o Desafortunado e estavam decididos a destronar Alboácem Ali. Maomé, o Desafortunado e o seu irmão Iúçufe fogem da Alhambra (o palácio real de Granada) com a colaboração de Aixa. A notícia desta fuga e rebelião dos filhos chega às tropas que defendem Loja dum cerco castelhano a 14 de julho, o dia em que as tropas sitiantes retiram. Os príncipes rebeldes vão para Guadix e Boabdil é aclamado como soberano pelos Abencerragens a 15 de julho de 1482. Depois de combates renhidos nas ruas de Granada, na qual foi derrotado, Alboácem Ali foge da capital com o seu irmão Maomé, o Valente, primeiro para Málaga e depois para Almeria, onde se prepara para combater o seu filho usurpador. As principais famílias mouras tomam partido por uma ou outra das partes, e as rivalidades são fomentadas pelos Castelhanos.

### A grande derrota cristã em Axarquía
Na primavera de 1483, o  marquês de Cádis e grão-mestre da Ordem de Santiago Alonso de Cárdenas, em torno de quem se tinha reagrupado a lite da nobreza cristã castelhana da Andaluzia, decide lançar uma expedição na região litoral situada entre Málaga e Vélez-Málaga chamada Ach-Charqiyya pelos muçulmanos e Axarquía nas crónicas castelhanas, seguindo o conselho dum muçulmano renegado de Osuna. Três mil cavaleiros e mil soldados de infantaria partem de Antequera a 19 de março. Uma vez chegados à costa mediterrânica, tomam a direção de Málaga. Nas terras escarpadas dos Montes de Málaga sofrem um contra-ataque muçulmano durante a noite de quinta-feira para sexta-feira 21 de março. Os cristãos são completamente derrotados e até as crónicas castelhanas admitem que as perdas ascenderam a 800 mortos e prisioneiros, entre os quais muitos nobres castelhanos ilustres.
Contudo, esta batalha de Axarquía seria a última vitória dos muçulmanos na história do al-Andalus.

### Batalha de Lucena

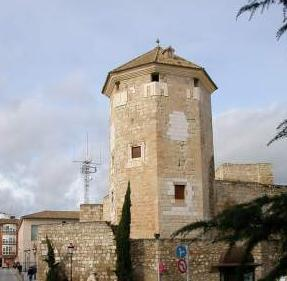
Castelo del Moral, em Lucena, onde Boabdil teria estado estado preso em 1483

Um mês depois da derrota cristã em Axarquía, Boabdil, ávido de glória, decide fazer uma incursão em território cristão, O seu objetivo é a praça mal defendida de Lucena, cujo governador, Diego Fernández de Córdova, não tem mais de 18 anos de idade. Mas um muçulmano granadino trai os seus, revelando aos habitantes de Lucena este plano de ataque e estes fortificam rapidamente a vila. A 20 de abril de 1483, o exército de 700 cavaleiros e 9 000 soldados de infantaria comandado por Boabdil é rechaçado em frente às muralhas de Lucena. Os Granadinos sofrem numerosas perdas devido à intervenção de surpresa do exército do conde de Cabra, que tinha sido avisado da manobra dos nacéridas. Depois de várias escaramuças, Boabdil é derrotado, mostrando ser um fraco comandante. O exército muçulmano que é destruído.
Durante a batalha, o valente capitão de Loja, `Ali al-Attar, padrasto de Boabdil, e vários membros da aristocracia granadina perdem a vida. O próprio Boabdil é capturado pelos cristãos, que durante algum tempo não o reconhecem. Boabdil é preso na fortaleza de Porcuna. Este episódio marca o início da queda de Granada.

### Cativeiro em Castela (1484-1487)

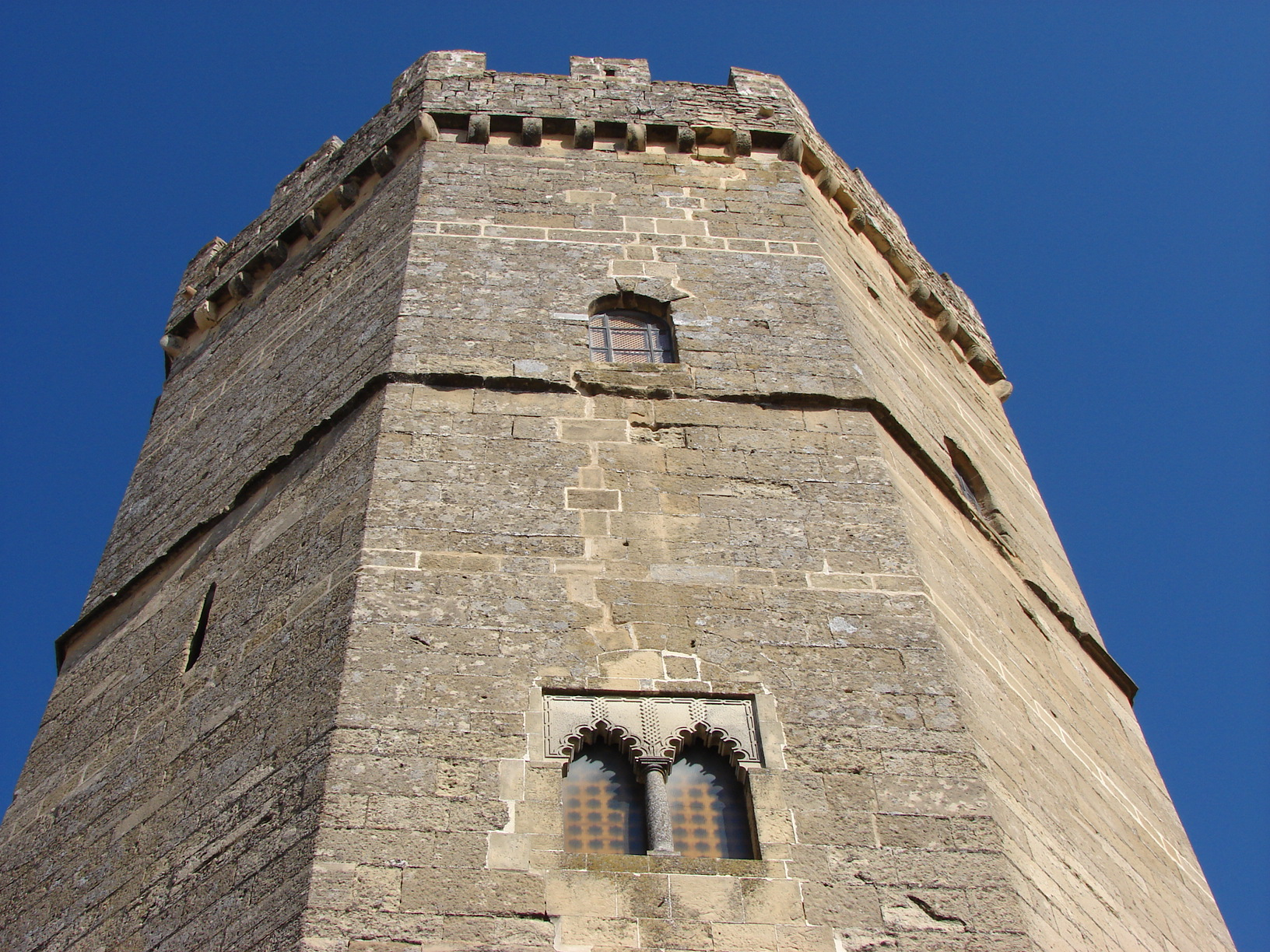
Torre de Boabdil, em Porcuna, onde esteve preso o último rei de Granada

Durante o cativeiro de Boabdil, o seu pai Alboácem Ali retomou o trono de Granada, para o que contou com o apoio de numerosos habitantes da cidade. Morre em 1485, sendo sucedido pelo seu irmão e tio de Boabdil, Maomé XIII.
Boabdil é posto em liberdade por Fernando de Aragão, que o ajuda a retomar o trono em 1487, com a condição de Granada se tornar vassala de Espanha e renunciar à defesa de Málaga, então sob ataque pelos Reis Católicos. As condições aceites por Boabdil para obter a sua libertação são as mais humilhantes jamais acordadas por um soberano do al-Andalus. Promete entregar um tributo de 12 000 dobrões a Xaém, equivalente a 14 000 ducados de ouro, restituir os 3 000 ou 7 000 cristãos castelhanos cativos de Granada, entregar como reféns o seu filho e príncipe herdeiro Amade, então com dois anos, o seu irmão Iúçufe e dez jovens aristocratas granadinos.

### Assalto cristão a Málaga
Na primavera de 1487, à cabeça de 70 000 homens, Fernando de Aragão decide juntar à sua coroa a segunda cidade do reino granadino, Málaga. Os cristãos cercam a cidade. O comandante da guarnição nacérida, Ahmad at-Tagri, assume o governo da cidade sitiada a partir de 6 de maio, determinado a combater até ao fim. Submetido ao fogo das bombardas castelhanas, os muçulmanos defendem-se o melhor que podem. Em julho os alimentos escasseiam e os habitantes vê-se obrigados a comer cavalos, burros, mulas e cães.
Uma epidemia súbita reduz consideravelmente os efetivos dos sitiantes. Nesse momento crítico, Fernando pede à sua esposa para fazer uma visita às tropas para levantar o moral. Isabel I apresenta-se com uma armadura cintilante e rodeada por 600 lanceiros, ao mesmo tempo que cem navios encarregados de reabastecer as tropas bloqueiam o porto de Málaga.
Boabdil cumpre o acordo secreto com os Reis Católicos não intervindo na defesa de Málaga. No entanto, o seu tio Maomé, o Valente, que se tinha exilado em Almeria depois da queda de Baza, tenta sem sucesso uma manobra de diversão para defender Málaga, enviando alguns destacamentos de voluntários nacéridas de Adra contra os cristãos nas vizinhanças de Vélez-Málaga.
Málaga capitula ao fim de três meses e meio de cerco, a 18 de agosto de 1487. Os 15 000 prisioneiros muçulmanos encontram-se então num verdadeiro estado de inanição.

### Relações dos nacéridas com os outros muçulmanos (1485-1489)

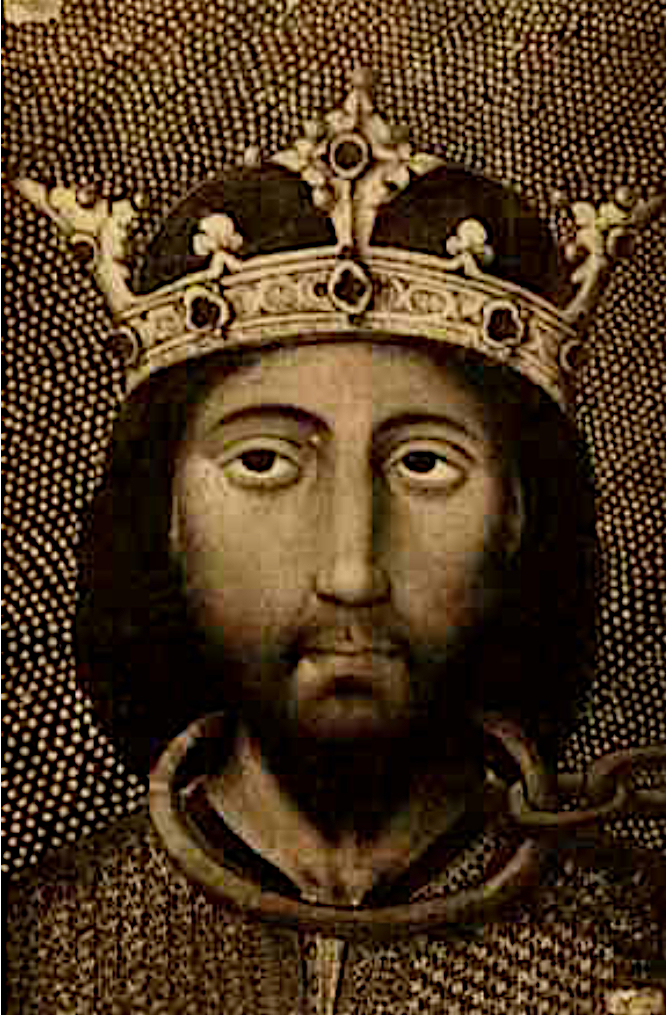
Retrato de Boabdil

Rodeados pelo inimigo cristão, a partir de 1485 os Granadinos viram-se para os seus antigos aliados, os soberanos magrebinos de Fez e de Tremecém, a quem pedem auxílio. O sultão merínida Abu Abedalá Xeique Maomé ibne Iáia que reina em Fez tinha assinado em 1479 um tratado com Castela reconhecendo os direitos exclusivos sobre a costa africana. Os ziânidas de Tremecém estão demasiado ocupados com os seus vizinhos Merínidas e Haféssidas de Tunes. Estes esforçam-se por ter as melhores relações possíveis com Castela para se poderem proteger contra os Mamelucos do Egito.
Em 1487, uma embaixada granadina solicitou ajuda ao sultão mameluco Qaitbay, que tinha ameaçado a Igreja Católica. Pedem-lhe que interceda junto de Castela  para que renuncie aos seus ataques contra Granada, caso contrário Qaitbay submeteria a represálias os membros do clero da Igreja da Ressurreição de Jerusalém,  interditaria aos europeus o acesso aquele santuário e se fosse necessário  mandaria destruí-lo. A 2 de janeiro de 1488, Fernando pediu ao papa autorização para vender trigo ao "sultão da Babilónia"  (Qaitbay), cujo reino se encontrava ameaçado pela fome. O montante da venda seria usado para cobrir as despesas da guerra contra Granada. A segunda intenção de Fernando era ajudar o sultão do Cairo, que ele considerava o único líder muçulmano capaz de resistir aos Otomanos, cujo poder não parava de crescer. Por tudo isso não era previsível que algum desses soberanos muçulmanos dessem algum apoio efetivo. Eles limitavam-se a receber os fugitivos que procuravam escapar à repressão religiosa.

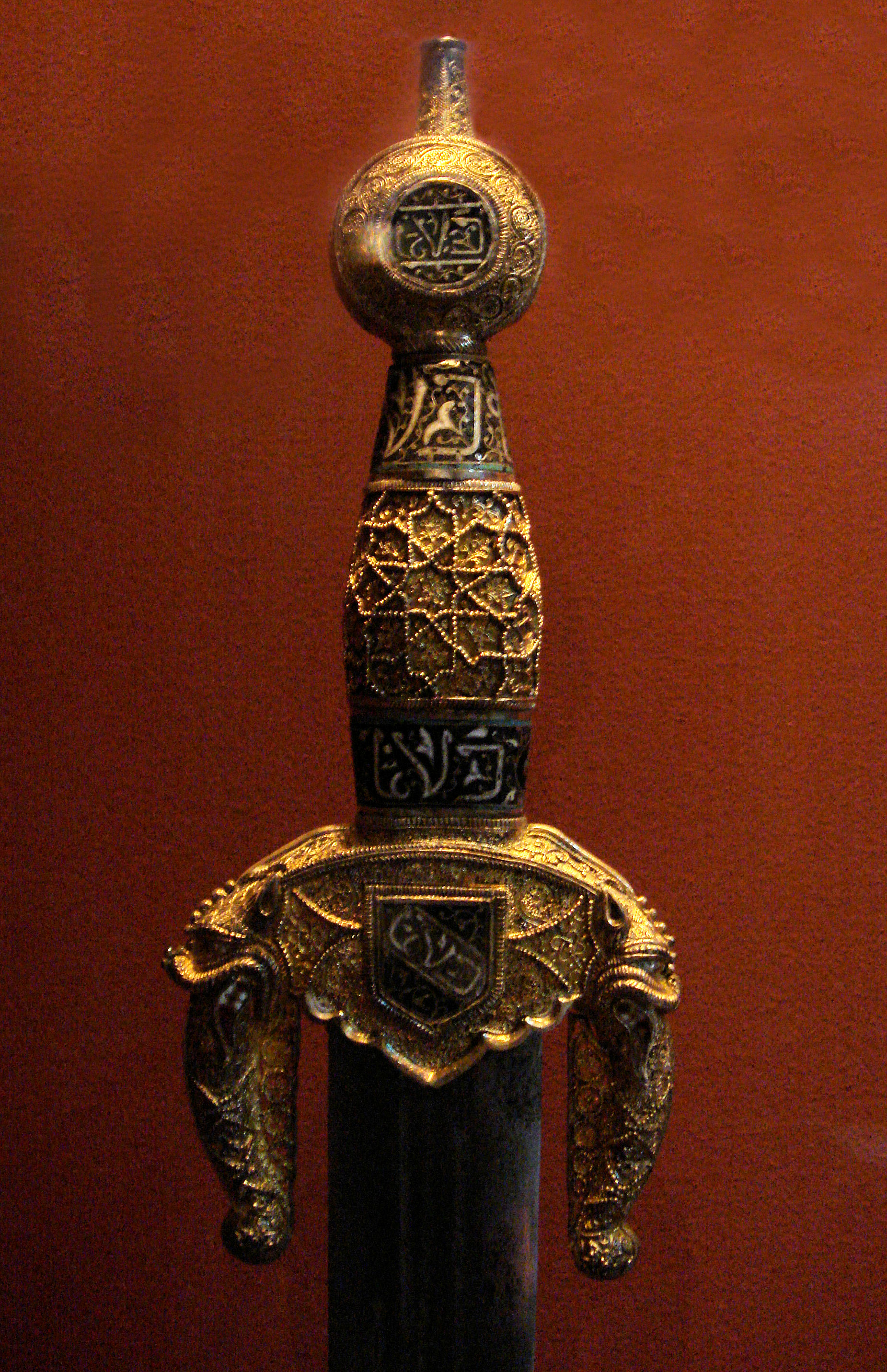
A espada de Boabdil, atualmente no Museu Nacional da Idade Média, em Clúnia, França

Segundo Rachel Arié, do Centre National de la Recherche Scientifique, as relações estabelecidas entre os nacéridas de Granada e os sultões eram complexas e pautavam-se pelo pragmatismo. As relações com os haféssidas de Tunes baseavam-se essencialmente na troca de missivas amigáveis e de presentes magníficos, mas nunca envolveram qualquer imiscuição nos assuntos internos de um dos parceiros por parte do outro. As relações com os Merínidas e com os ziânidas foram mais estreitas. Os primeiros reinaram a partir de 1268 sobre uma grande parte do extremo ocidental do Magrebe, correspondente ao Marrocos atual; os segundos fundaram o reino de Tremecém, atualmente na Argélia.
Sendo vassalos de Castela, a quem pagavam um tributo anual, desde o fim do século XIII que se viam forçados a invocar o pretexto de guerra santa para travar a Reconquista cristã. No passado tinham recorrido ao apoio militar de príncipes dissidentes merínidas refugiados em Granada, que constituíram legiões célebres de "voluntários da Fé", muito temidas pelos inimigos cristãos espanhóis. Muito rapidamente os próprios sultões de Fez em pessoa atravessaram o Estreito de Gibraltar para levar a Jihad aos territórios da Andaluzia. Esta intervenção ativa levantou preocupações aos nacéridas, que para contrabalançarem  a influências merínida no seu próprio reino e restabelecer o equilíbrio de forças no quadro político espanhol adotam uma política resolutamente oportunista em relação aos nobres castelhanos que se rebelaram contra Afonso X de Leão e Castela (r. 1252–1284), os estados da Coroa de Aragão e estabelecem relações amistosas com o Reino de Tremecém dos ziânidas, rival e inimigo dos Merínidas. Estes tentaram conquistar Tremecém e impor a sua soberania sobre o Magrebe central, o que levou os ziânidas a aproximarem-se dos nacéridas desde o fim do século XIII. Em 1309, durante o reinado de Abu Hamu Muça I (r. 1308–1318), os ziânidas foram aliados de Nácer de Granada (r. 1309–1314) contra a coligação formada por Aragão, Castela e os Merínidas. O guerreiros da Fé recrutados em Orão e em Honaine pelo governador nacérida de Almeria representaram um apoio enérgico aos combatentes granadinos. Em 1340, Iúçufe I de Granada retoma a política dos seus antepassados para travar a ameaça cristã e pede ajuda ao mais prestigiado dos soberanos norte-africanos, o merínida Alboácem Ali ibne Otomão.

### Segundo reinado (1487-1492)
Boabdil assume novamente o poder em 1487, mas recusa-se submeter a capital. No final de 1487 Almeria e Guadix são tomadas pelos cristãos. Em 1489 é a vez de Almuñécar e de Salobreña. A poderosa família dos Abencerragens é acusada de estar a soldo dos cristãos e de conspirar para derrubar Boabdil. Segundo o historiador e escritor castelhano Ginés Pérez de Hita (1544–1619), 36 Abencerragens teriam sido mortos por Boabdil numa sala do palácio real granadino da Alhambra.

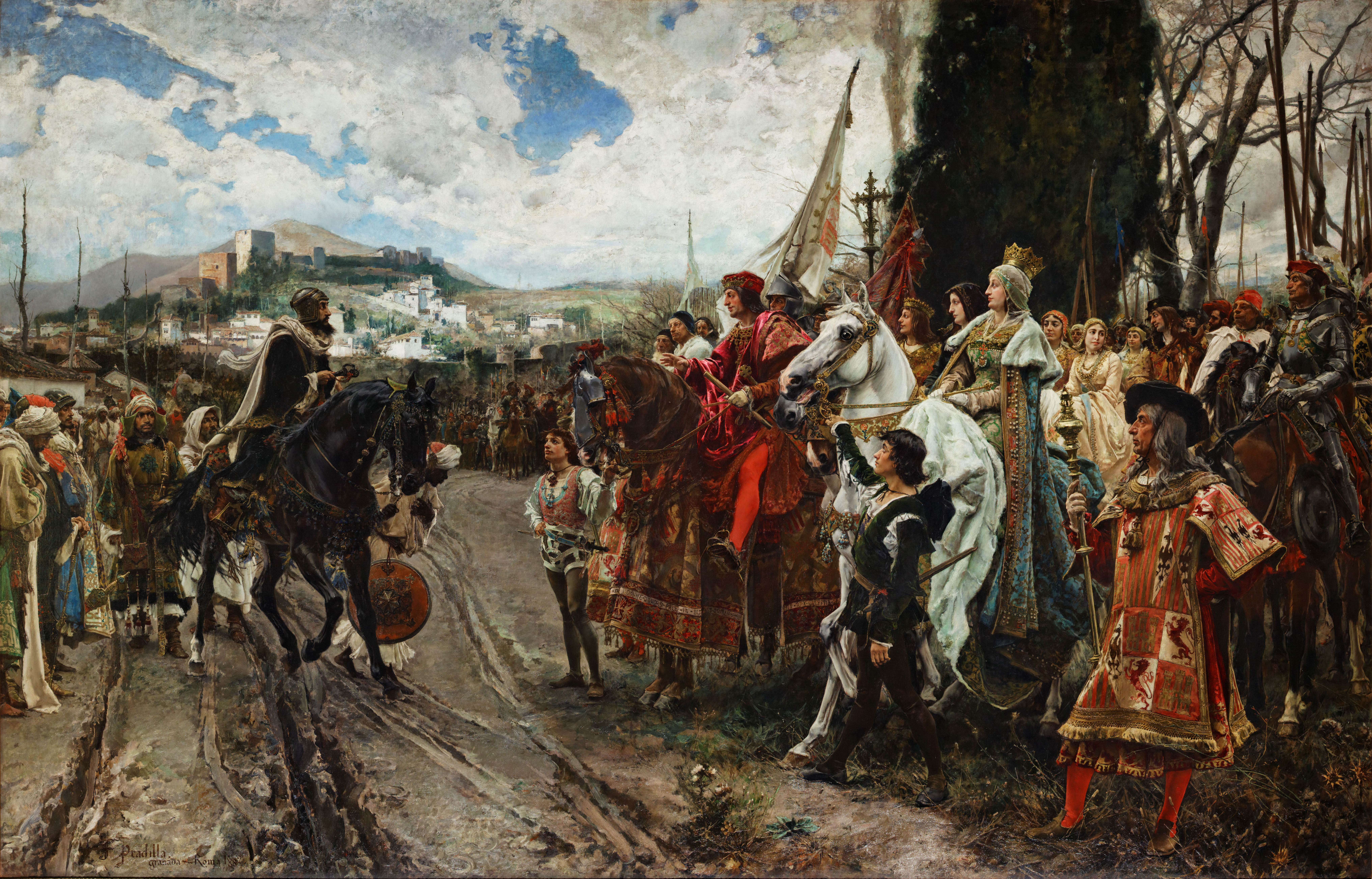
Boabdil entrega as chaves de Granada aos Reis Católicos — pintura de de 1882

Boabdil mantém-se no poder como único soberano. Na primavera de 1491, os cristãos retomam as hostilidades contra Granada com um poderoso exército de 10 000 cavaleiros e 40 000 soldados de infantaria. O cerco final à capital nacérida começa a 26 de abril. Nesse dia, a rainha Isabel a Católica jura não tomar banho ou mudar de roupa até à tomada de Granada. No início do cerco, o acampamento castelhano é destruído pelo fogo. Isabel manda então construir um acampamento fixo no vale do rio Genil, a que dá o nome de Sitiadora.
Com a sua capital sitiada, os granadinos só raramente tentaram algumas sortidas durante os seis meses seguintes. Já não dispunham de cavalaria e infantaria suficientemente fortes para fazerem frente à artilharia castelhana, que abria brechas nas muralhas da cidade. No fim de 1491, a situação tornou-se muito precária para os sitiados, começando a faltar o trigo, cevada,  milho-painço e azeite. A passagem pela Alpujarra tinha-se tornado impraticável devido à neve que tinha começado a cair, cortando as comunicações com aquela região meridional. Boabdil entabula conversações secretas para entregar a cidade no final de março de 1492, mas em dezembro de 1491 os Castelhanos exigem uma rendição imediata.
Na noite de 1 para 2 de janeiro de 1492, guiados por ibne Cumasa e Abu Alcacim al-Mulihe, os dois vizires de Boabdil, Gutierre de Cárdenas, um comandante castelhano muito próximo da rainha Isabel, e alguns funcionários castelhanos entram secretamente em Granada por um caminho pouco frequentado, De madrugada, Boabdil entrega as chaves da Alhambra a Gutierre na Torre de Comares. Granada capitula oficialmente a 2 de janeiro de 1492.

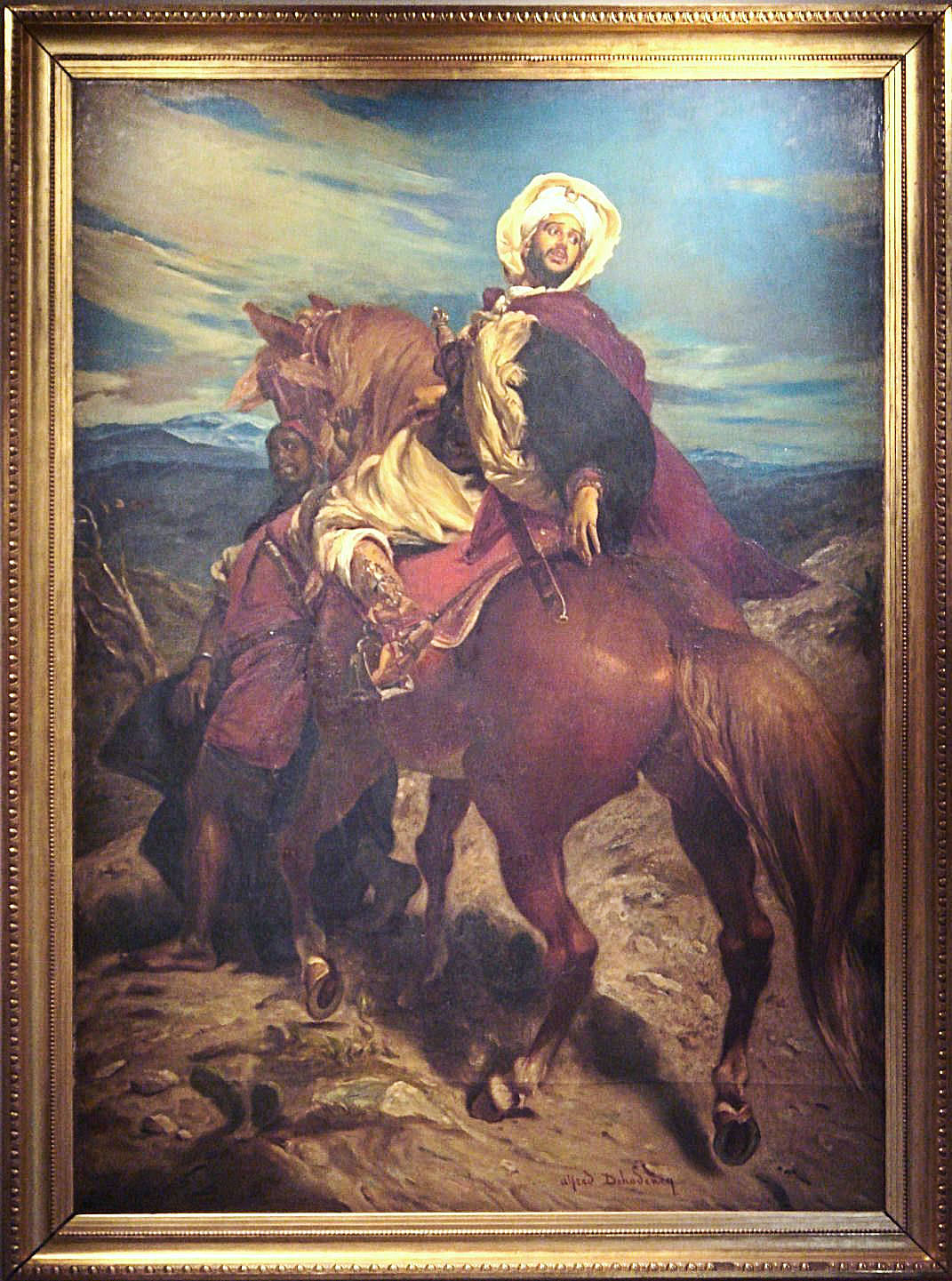
Les Adieux du roi Boabdil a Grenade ("Os Adeus do rei Boabdil a Granada"), uma pintura de de Alfred Dehodencq, inspirada no episódio lendário do "Suspiro do Mouro"

Íñigo López de Mendoza y Quiñones,  conde de Tendilla, e as suas tropas entram seguidamente na Alhambra seguindo o mesmo itinerário. A bandeira de Castela e a cruz são içadas numa torre da fortaleza do palácio, que ainda hoje se chama Torre da Vela. Boabdil deixa a sua cidade e os seus palácios intactos nas mãos dos seus inimigos, mediante um tratado de capitulação que garante os direitos dos habitantes: estes podem conservar a sua religião, as suas autoridades jurídico-religiosas, os seus bens e até as suas armas (exceto as de fogo). Boabdil manda escavar os túmulos dos seus antepassados Maomé II, Iúçufe I, Iúçufe III e Abu Saad e transladá-los para o cemitério da mesquita de Mondújar (Lecrín) para que não sejam profanados pelos cristãos.
Segundo a lenda, a caminho do exílio, no lugar chamado "o último suspiro do mouro" (Porto do Suspiro do Mouro), Boabdil virou-se para a capital do seu reino perdido e chorou. A sua mãe Aixa Fátima disse-lhe então: «Chora como uma mulher aquilo que não soubeste defender como um homem!». Nos seus escritos, Cristóvão Colombo diz ter assistido à rendição e à partida de Boabdil.

### Exílio e últimos anos
Após ter perdido o seu reino, Boabdil exilou-se em Láujar de Andarax, nas Alpujarras, na parte sudeste da Serra Nevada, onde Fernando de Aragão lhe outorgou um senhorio. Ali perde a sua esposa Morayma, que também é sepultada na mesquita de Mondújar. Traído pelo seu vizir Yusef Aben Comixa, que, sem o seu consentimento, vende o senhorio por 80 000 ducados a Fernando, Boabdil vê-se froçado a embarcar em outubro de 1493 no porto de Adra para ir para as costas africanas.
Segundo a lenda, uma vez embarcado, Boabdil olha em direção à costa, lança a sua espadas nas ondas e promete que um dia voltará para a recuperar. Terá ido viver para Fez com a sua mãe, a sua irmã e os dois filhos Amade e Iúçufe. De acordo com o historiador argelino Almacari (1591–1632), viveu em Fez condições difíceis e lá morreu em 1518, 1533 ou 1534. Almacari descreve com precisão onde o seu corpo foi enterrado e relata que os seus descendentes viviam em Fez em 1627 ou 1628 em condições difíceis.
O secretário dos Reis Católicos Fernando de Zafra menciona numa carta datada de 9 de dezembro de 1492 que Boabdil e os seus seguidores vivem em Andarax, tendo-se ausentado durante um mês para ir a Tremecém, onde não esteve muito tempo e que de onde saiu em setembro ou outubro de 1492. Relata também que a esposa morreu em Andarax e foi enterrada em Mondújar. O historiador espanhol Luis del Mármol Carvajal (1520–1600) escreveu que «Boabdil morreu perto do uádi el Assouad (rio negro) no vau dito de Uacuba, na guerra que opôs os Merínidas de Fez ao reino xarifiano de Marraquexe». Esta versão é retomada por Louis de Chénier (1723–1796), diplomata do rei Luís XVI de França em Marrocos. No entanto, esta versão é considerada como pouco provável por Mercedes Garcia Arenal.
Há ainda outra versão segundo a qual Boabdil teria morrido em 1494 em Tremecém. Uma pedra tumular com o seu epitáfio teria sido encontrada em 1848 na necrópole real ziânida de Tremecém. Essa pedra teria sido desparecido em 1898, depois de ter estado na Exposição Universal de Paris de 1889. Contudo, aparentemente trata-se duma confusão com o seu tio Maomé XIII.
A filha de Boabdil, Aixa, foi capturada pelos Castelhanos e foi batizada como Isabel. O rei Fernando comemorou a conquista de Granada tomando-a como amante e teve com ela um filho, Miguel Fernández, cavaleiro de Granada (1495–1575). Mais tarde, seria rejeitada pelo rei e tornou-se freira com o nome de irmã Isabel de Granada.

## Boabdil na cultura popular
No imaginário popular espanhol, Boabdil tornou-se um herói romântico da Reconquista devidos aos eventos ocorridos na perda do seu reino. O seu nome está muito presente na região de Granada.
O último rei mouro da península Ibérica foi tema de várias obras artísticas, como por exemplo:
- Boabdil, der letzte Maurenkönig, op. 49, ópera em três atos composta em 1892 pelo germano-polaco Moritz Moszkowski.
- Lamento de Boabdil, concerto para violoncelo e piano do espanhol Gaspar Cassadó i Moreu.
- Elegía a la pérdida de la Alhambra, uma das canções para voz e piano da série Canciones del Jardin Secreto, de Antón García Abril; a letra, em árabe andaluz é um texto atribuído a Boabdil, onde ele lamenta a perda da Alhambra.
- Caída del Rey Chico, canção dedicada a Maomé XII do álbum Crónicas Granadinas, do poeta e cantautor andaluz Carlos Cano.
- O livro The Moor's Last Sigh (trad.: "O Último Suspiro do Mouro"), de Salman Rushdie faz várias referências a Boabdil, além do título ser tirado do episódio semi-lendário da despedida de Boabdil de Granada.
- O livro de poemas Le Fou d'Elsa, de Louis Aragon apresenta uma versão dramatizada em poesia da história da conquista de Granada, na qual Maomé XII é um dos dois personagens principais.
- O romance histórico Shaheen, do escritor paquistanês Naseem Hijazi é passado em Granada em 1492. Em 1980 a cadeia de televisão paquistanesa PTV produziu uma versão para televisão desse romance.
- De 22 de novembro de 1980 a 7 de fevereiro do ano seguinte, apareceu no suplemento de banda desenhada ("história em quadrinhos" no Brasil) do jornal português A Capital uma estória de BD de 12 páginas sobre a conquista de Granada com Boabdil como a personagem principal, Luz do Oriente. O argumento ("roteiro" no Brasil) era do escritor de literatura popular e erudito Jorge Magalhães e o desenho era do escultor, pintor e artista de BD Luso-Guineense Augusto Trigo.[6]
- Na série de televisão de oito episódios Réquiem por Granada, uma produção italo-espanhola de 1990 dirigida por Vicente Escrivá, Boabdil é o personagem principal e é interpretado por Manuel Bandera.